# Битва при Боксюме
Битва при Боксюме — сражение 17 января 1586 года в рамках Восьмидесятилетней войны, в котором испанские войска разбили голландскую армию у деревни Боксюм, Фрисландия.

## Предыстория
В период 1580—1594 годов Фрисландия была объектом испанских вторжений. Базой этих рейдов являлся контролируемый испанцами Гронинген. В конце 1585 года штатгальтер Фрисландии Вильгельм Людвиг Нассау-Дилленбургский отправился в Зеландию, чтобы избрать преемника Вильгельма Оранского. Это дало шанс командующему испанскими войсками в Гронингене Франциско Вердуго взять Фрисландию под свой контроль. В районе Нинорда началось формирование испанской армии.

## Испанский рейд
13 января 1586 года армия из 3000 испанских солдат и 700 кавалеристов вступила в Фрисландию в районе Яуре и Хега и направилась к Воркюму и Каудюму. Успеху рейда способствовали сильные морозы: благодаря им испанцы легко пересекали замерзшие озера. После разграбления окрестностей испанцы отправились в Хет-Бильдту и Донгераделу, однако оттепель заставила испанского командира Йоханнеса ван Таксиса повернуть назад: погода мешала дальнейшему продвижению, к тому же, Таксис волновался за обороноспособность Гронингена в его отсутствие.

## Сражение
Вильгельм Людвиг Нассау-Дилленбургский, узнав о вторжении, дал приказ сформировать армию из 1300 солдат и фризских добровольцев во главе с датчанином Стейном Мальтесеном. Разведчики проинформировали Мальтесена о численном превосходстве испанцев, и он решил занять оборонительные позиции в деревне Боксюм. Голландцы ещё не окончили рытье траншей, когда 17 января подошла испанская армия. Кавалерия испанцев внезапно напала на голландские позиции из густого тумана. Фризы и голландцы запаниковали и бежали, понеся тяжёлые потери. Голландец на испанской службе Освальд ван ден Берг захватил во время боя голландское знамя, но был убит союзниками, принявшими его за голландского знаменосца. Фризы потеряли не менее 500 человек.

## Последствия
После победы испанцы предпочли вернуться на свою базу в Гронинген. Более того, почти все захваченное оружие и трофеи им пришлось бросить из-за оттепели, превратившей дороги в болото. В Гронинген испанцы привели порядка 300 пленных.